# Deaimon
Deaimon (であいもん?) es una serie de manga japonesa escrita e ilustrada por Rin Asano. Se ha publicado en serie en la revista de manga Young Ace de Kadokawa Shōten, desde mayo de 2016 y se ha recopilado en doce volúmenes tankōbon hasta el momento. Una adaptación de la serie a anime producido por el estudio Encourage Films se estrenará el 6 de abril de 2022.

## Sinopsis
La serie está ambientada en una tienda wagashi de Kyoto. El protagonista es un hijo único, Nagumo Irino, que sueña con convertirse en miembro de una banda y se escapó de casa para vivir en Tokio hace diez años. Recibe una carta de su casa que le dice que su padre está en el hospital y le pide que se haga cargo de la tienda familiar, por lo que renuncia a su sueño y regresa a casa.
Sin embargo, mientras él no estaba, una niña de diez años llamada Itsuka Yukihira comenzó a trabajar en la tienda. La madre de Nagumo, que se convirtió en madre adoptiva de Itsuka durante el tiempo en que Nagumo buscaba su sueño como miembro de la banda, declara que habrá un concurso entre Itsuka y Nagumo para ver quién se hará cargo de la tienda familiar.

## Personajes
Nagumo Irino (納野 和 Irino Nagumo?)
 Seiyū: Nobunaga Shimazaki
El protagonista. Después de graduarse de la universidad, Nagumo dejó Ryokushō (緑松?) - la tienda familiar de wagashi- para perseguir su sueño de convertirse en músico en Tokio. Cuando su padre fue hospitalizado diez años después de su partida, Nagumo regresó a casa para trabajar en la tienda familiar.
Itsuka Yukihira (雪平 一果 Yukihira Itsuka?)
 Seiyū: Kozue Yūki
Una chica que vive en la casa de los padres de Nagumo. Diez años al comienzo de la historia. Ella ha estado viviendo en la casa de Irino durante el año pasado, recibiendo alojamiento y comida por ayudar en la tienda. El padre de Nagumo quiere que ella herede la tienda, y ella declaró que no perderá la tienda ante Nagumo, el heredero legítimo de la tienda.
Heigo Irino (納野 平伍 Irino Heigo?)
 Seiyū: Rikiya Koyama
El padre de Nagumo. Dueño de Ryokushō.
Fuki Irino (納野 富紀 Irino Fuki?)
 Seiyū: Sayaka Ohara
La madre de Nagumo.
Masa Tatsumi (巽 政 Tatsumi Masa?)
 Seiyū: Hiroshi Iwasaki
Auntie Otsuru (お鶴さん Otsuru-san?)
 Seiyū: Satsuki Yukino
Saki Seto (瀬戸 咲季 Seto Saki?)
 Seiyū: Takuma Nagatsuka
Mitsuru Horikawa (堀河 美弦 Horikawa Mitsuru?)
 Seiyū: Minori Suzuki
Kanoko Matsukaze (松風 佳乃子 Matsukaze Kanoko?)
 Seiyū: Minami Takahashi
Hiiro Kisaichi (私市 緋色 Kisaichi Hiiro?)
 Seiyū: Saori Hayami
Shinri Yukihira (雪平 真理 Yukihira Shinri?)
 Seiyū: Maaya Sakamoto
La madre de Itsuka.
Tomoe Yukihira (雪平 巴 Yukihira Tomoe?)
 Seiyū: Yoshitsugu Matsuoka
El padre de Itsuka.
Masayo Irino (納野 倭世 Irino Masayo?)
 Seiyū: Miho Yoshida
La abuela de Nagumo.
Ikkō Irino (納野 一光 Irino Ikkō?)
 Seiyū: Izō Oikawa
El abuelo fallecido de Nagumo.

## Media

### Manga
Deaimon está escrito e ilustrado por Rin Asano. Comenzó a serializarse en la revista de manga seinen Young Ace de Kadokawa Shōten, en mayo de 2016 y se ha recopilado en doce volúmenes tankōbon hasta el momento.
| Volúmenes de manga publicados | Volúmenes de manga publicados | Volúmenes de manga publicados |
| Número                        | Fecha de publicación          | ISBN                          |
| ----------------------------- | ----------------------------- | ----------------------------- |
| 1                             | 3 de diciembre de 2016        | ISBN 9784041048801            |
| 2                             | 2 de mayo de 2017             | ISBN 9784041055380            |
| 3                             | 3 de octubre de 2017          | ISBN 9784041060926            |
| 4                             | 2 de marzo de 2018            | ISBN 9784041065518            |
| 5                             | 4 de agosto de 2018           | ISBN 9784041071601            |
| 6                             | 29 de diciembre de 2018       | ISBN 9784041077313            |
| 7                             | 4 de junio de 2019            | ISBN 9784041082348            |
| 8                             | 28 de diciembre de 2019       | ISBN 9784041089354            |
| 9                             | 25 de junio de 2020           | ISBN 9784041094679            |
| 10                            | 4 de noviembre de 2020        | ISBN 9784041094686            |
| 11                            | 1 de mayo de 2021             | ISBN 9784041113653            |
| 12                            | 4 de octubre de 2021          | ISBN 9784041118054            |

### Anime
Se anunció una adaptación de la serie al anime el 20 de abril de 2021. Más tarde se confirmó que la serie sería producida por ele estudio Encourage Films y dirigida por Fumitoshi Oizaki, con Reiko Yoshida supervisando los guiones de la serie, Sakae Shibuya diseñando los personajes y sirviendo como director de animación en jefe, y Ren Takada componiendo la música. Se estrenará el 6 de abril de 2022. Crunchyroll obtuvo la licencia fuera de Asia.